# H & S Bike Discount
Die H & S Bike Discount GmbH (Eigenschreibweise: H&S Bike-Discount) ist ein deutscher Fahrradhändler und -hersteller mit Sitz in Grafschaft (Rheinland-Pfalz). Unter der Marke Bike-Discount werden ein Fahrradeinzelhandel in Bonn sowie ein Onlinehandel betrieben. 
Das Unternehmen entwickelt und vertreibt eigene Fahrräder unter der Marke Radon. die Räder werden für die Firma hergestellt.

## Geschichte
Die H & S Bike Discount GmbH wurde 1989 von den damaligen Studenten Ralf Heisig und Christopher Stahl in Bonn zunächst als Nebenerwerb auf einer Ladenfläche von 20 m² gegründet. Nach zwei Jahren bezog die Firma Geschäftsräume auf der Hausdorffstraße in Bonn-Dottendorf und nach weiteren fünf Jahren folgte ein Umzug in ein Geschäft am Probsthof im Bonner Westen. Neben Komponenten, Zubehör und Bekleidung umfasste das Sortiment von Bike-Discount von Beginn an Fahrräder mit einem Fokus auf sportliche Rennräder und Mountainbikes. 1994 begann die Firma die ersten Mountainbikes unter dem eigenen Markennamen Radon zu vertreiben. Den Internethandel nahm das Unternehmen 1999 unter der Domain Bike-Discount.de auf. Die Versand- und Logistikabteilung des Unternehmens, die nach eigenen Angaben ca. eine Million Pakete jährlich verschickt, bezog 2007 das neu erbaute Logistikzentrum in Grafschaft bei Bonn. Im Mai 2013 wurde der Bike-Discount-Megastore in Bonn-Hardtberg mit 24.000 m² Gesamtfläche fertiggestellt.

### Fahrradmarke
Die Produktpalette der Eigenmarke umfasste Mitte der 2010er Jahre etwa 30 Rahmenplattformen und 115 Modelle. Der Verkauf erfolgte im Direktvertrieb.

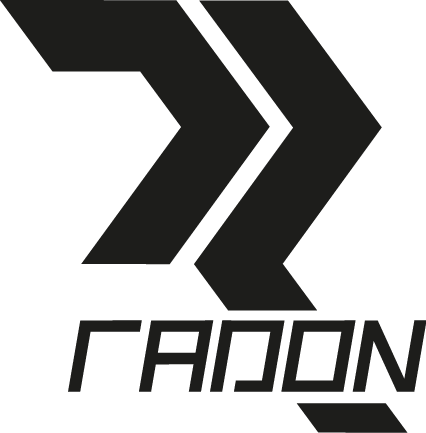
Logo von Radon Bikes

Von 2008 bis 2017 war der Konstrukteur Bodo Probst für die Entwicklung der Radon-Räder verantwortlich.

## Profisport
Das Unternehmen engagiert sich mit seiner Fahrradmarke Radon seit 2010 als Sponsor verschiedener Profi-Radsportteams im Mountainbike-Bereich. 2010 gründete sich das Radon-Factory-Downhill-Team. Oliver Fuhrmann gründete 2014 das Radon-Factory-Enduro-Team. Der vierfache Mountainbike-Weltcup-Sieger Joost Wichman (NL) und Petrik Brückner bildeten 2014 das Radon-Flow-Team. Des Weiteren unterstützte Radon 2014 das EBE-Racing-Team mit Elisabeth Brandau und Nationalfahrer Martin Gluth. 